# Милия (дем Катерини)
Вижте пояснителната страница за други значения на Милия.
Милия, още Месеа Миля или Меси Миля (на гръцки: Μεσαία Μηλιά, Μέση Μηλιά), е село в Северна Гърция, в дем Катерини, област Централна Македония.

## География
Ано Милия е разположено на 450 m в източните части на Фламбуро (Пиерия), на 5 km западно от Като Милия.

## История
В края на XIX век Милия е гръцко село. Александър Синве („Les Grecs de l’Empire Ottoman. Etude Statistique et Ethnographique“) в 1878 година пише, че в Милия (Millia), Китроска епархия, живеят 60 гърци. В 1898 година в селото е построена църквата „Свети Георги“.
Селото традиционно има няколко махали: Бара (Μπάρα) с около 55 семейства, Каливес или Хандуладика (Καλύβες, Χαντουλάδικα) с 35 семейства, Лакес (Λάκκες) с 40 семейства, Фсиоцани или Дзикадика (Φσιότσανη, Τζηκάδικα) с 25 семейства и основаното по-късно Като Милия с 50 семейства.
Според преброяването от 1913 година Милия има 670 жители. През 60-те години част от жителите, заедно с жители на Ано Милия се изселват в новооснованото село Като Милия.
Жителите традиционно произвеждат жито и картофи.
| Година    | 1913 | 1920 | 1928 | 1940 | 1951 | 1961 | 1971 | 1981 | 1991 | 2001 | 2011 | 2021 |
| --------- | ---- | ---- | ---- | ---- | ---- | ---- | ---- | ---- | ---- | ---- | ---- | ---- |
| Население | 670  | 545  | 612  | 612  | 608  | 765  | 508  | 442  | 423  | 430  | 352  | 293  |

## Личности
Родени в Милия
- Димитриос Мавроматис (Δημήτριος Μαυρομάτης), гръцки андартски деец, четник при Василиос Ставропулос, убит край Агиос Йоанис през 1908 година в сражение с влашка чета[6]